# Wolga
De Wolga (Russisch: Волга (Volga), Tataars: İdel, Идел, Mordwiens: Рав) is een rivier in West-Rusland, die met een lengte van 3.530 kilometer de langste rivier van Europa is. Vóór kanalisatie en indamming was de Wolga 3690 kilometer lang. De Wolga is ook de rivier met het grootste debiet en het grootste stroomgebied van Europa. 

## Stroomgebied
De rivier ontstaat op de Waldajhoogte, 225 meter boven zeeniveau. De rivier wordt vooral gevoed door smeltend ijs. In het voorjaar bereikt de rivier het hoogste niveau. In de zomer valt er weinig neerslag en het waterpeil daalt tussen juli en september om weer enigszins te stijgen dankzij regenbuien in het najaar. Per jaar stroomt er ongeveer 250 km³ water door de Wolga. Iets meer dan 40% van het water komt van de Kama, die onder Kazan de Wolga instroomt. Bijna de helft van het water is afkomstig uit het stroomgebied boven de Kama rivier en slechts 9% is afkomstig van zijrivieren ten zuiden van Kazan.

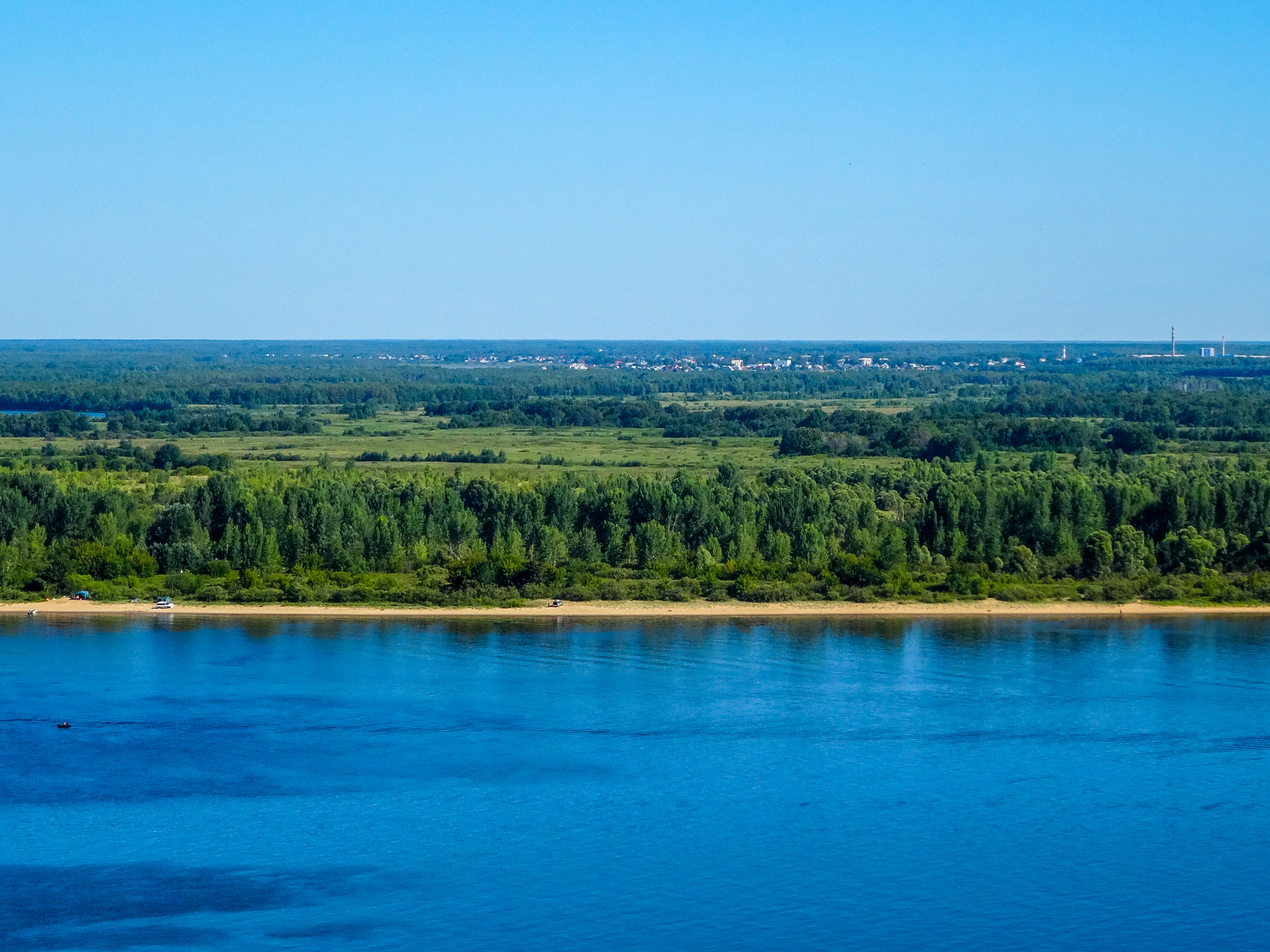
Uitzicht op Wolga vanaf uitkijkpunt nabij monument van Valery Chkalov in Nizhny Novgorod. Juli 2014.

De rivier stroomt door of langs steden als Tver, Rybinsk, Jaroslavl, Nizjni Novgorod, Kazan, Oeljanovsk, Samara, Saratov, Wolgograd en Astrachan. Na Wolgograd neemt de rivier in omvang af. Ze wordt nauwelijks meer gevoed en het water verdwijnt door verdamping, irrigatie en wegsijpelen in de bodem. De Wolga splitst zich in diverse kanalen en circa 100 kilometer voor de kust van de Kaspische Zee vertakt ze verder en vormt een wijde rivierdelta. De Wolgadelta heeft een oppervlakte van circa 10.000 km². De Wolga stroomt uiteindelijk in het endoreïsch bekken van de Kaspische Zee, 28 meter onder zeeniveau.
Belangrijke zijrivieren van de Wolga zijn, naast de Kama, de Oka, de Vetloega en de Soera. Door middel van kanalen als onder meer het Wolga-Donkanaal staat de Wolga in verbinding met de Oostzee, de Witte Zee en de Zwarte Zee. Het Moskoukanaal garandeert de bereikbaarheid van de hoofdstad vanuit het rivierbekken.

## Cultureel belang
In de oudheid stond de rivier bekend onder de naam Rha. Turkse volken noemen haar Idel. Het Russische hydroniem Volga stamt uit het Oerslavisch vòlga (vochtigheid). De rivier heeft een sterke symbolische waarde in de Russische cultuur, literatuur en folklore en wordt vaak gerefereerd als Volga-matjoesjka, moeder Wolga. Het is bij uitstek de nationale rivier van Rusland.

## Economische rol
De Wolga is van oudsher een levensader geweest in Rusland, zowel voor handel als voor migratie van volken, dankzij de zuidelijke stroomrichting en de centrale ligging in het klimatologisch gunstige Europees Rusland. Al tijdens de vroege middeleeuwen gebruikten de Scandinavische Varjagen de handelsroute over de Wolga. Elf van de twintig grootste steden van Rusland, waaronder de hoofdstad Moskou, bevinden zich in het stroomgebied van de Wolga.
De rivier is niet het gehele jaar bevaarbaar. Met het invallen van de winter vriest ze vanaf november dicht. In het noorden blijft de rivier 4 à 5 maanden dicht, maar in het zuiden blijft dit beperkt tot circa 3 maanden.
De Wolga is door de aanleg van acht stuwdammen over grote afstanden feitelijk veranderd in een keten van meren. De oudste stuwdam is die bij Ivankovo en dateert uit 1937. De grootste dam is die bij Samara (1957): het bijbehorende stuwmeer omvat ook het laatste gedeelte van de Kama, de grootste zijrivier van de Wolga. Het op een na grootste Europese stuwmeer is het Stuwmeer van Rybinsk

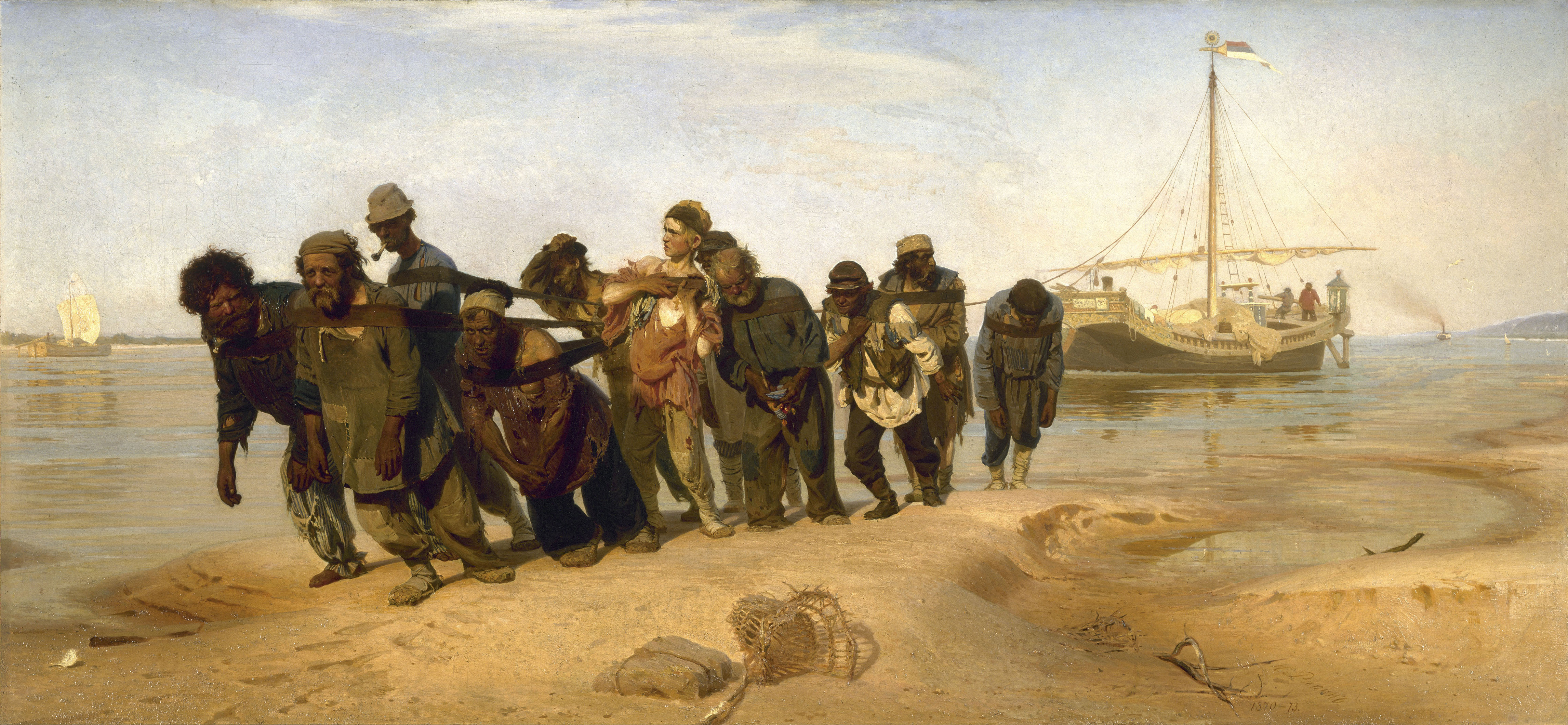
de Wolgaslepers van Ilja Repin

- Biblioteca Nacional de España: XX5380922
- Gemeinsame Normdatei: 4079375-8
- Library of Congress Control Number: sh85144286
- Bibliotheek van het Japanse parlement: 00629525
- Nationale Bibliotheek van Tsjechië: ge169902
- Nationale Bibliotheek van Israël: 987007543694505171
- Réseau des bibliothèques de Suisse occidentale: 02-A025077746
- Virtual International Authority File: 244994202
- WorldCat: E39PBJwtkvGkFB3CdXjkmt8Hmd